# Ethiopica ignecolora
Ethiopica ignecolora là một loài bướm đêm trong họ Noctuidae.